# Đụng độ Kyrgyzstan-Tajikistan 2022
Ngày 27 tháng 1 năm 2022, các cuộc đụng độ biên giới lẻ tẻ lại tiếp tục diễn ra giữa Kyrgyzstan và Tajikistan, sau một loạt các đụng độ vào mùa xuân và mùa hè năm 2021 giữa hai nước.
Kyrgyzstan cho biết vào ngày 14 tháng 9 năm 2022, lực lượng Tajik sử dụng xe tăng, thiết giáp chở quân và súng cối đã tiến vào ít nhất một ngôi làng của Kyrgyzstan và nã pháo vào sân bay của thị trấn Batken của Kyrgyzstan và các khu vực lân cận.  Cả hai quốc gia đều đổ lỗi cho nhau về cuộc giao tranh. Xung đột biên giới tiếp tục trong hai ngày, sau đó các bên có thể đồng ý ngừng bắn vào đêm ngày 16 tháng 9 năm 2022, chỉ diễn ra trong khoảng một ngày.
Tổng thống Kyrgyzstan Sadyr Japarov cho biết trong một bài phát biểu trên truyền hình rằng đất nước của ông sẽ tiếp tục nỗ lực giải quyết các vấn đề biên giới Kyrgyzstan-Tajikistan theo một cách hoàn toàn hòa bình. Bộ Ngoại giao Tajikistan tuyên bố rằng chìa khóa để giải quyết xung đột nằm ở các cuộc đàm phán, và nhắc lại lập trường của mình rằng Kyrgyzstan đã xúi giục cuộc giao tranh. Hãng thông tấn Nga đưa tin rằng cả Kyrgyzstan và Tajikistan đã đồng ý rút thêm khí tài và lực lượng quân sự khỏi biên giới, trích dẫn một tuyên bố từ người đứng đầu vùng Sughd của Tajikistan. Vào ngày 20 tháng 9, Tajikistan và Kyrgyzstan đã ký một thỏa thuận hòa bình.